# Horsmar
Horsmar  is een dorp in de Duitse gemeente Unstruttal in het Unstrut-Hainich-Kreis in Thüringen. Het dorp, gelegen aan de Unstrut, omvat ook het gehucht Beyrode. 
Tot 1995 was Horsmar een zelfstandige gemeente. In dat jaar fuseerden zes gemeenten, waaronder Horsmar, tot de nieuwe gemeente Unstruttal.